# 卡德瓦拉

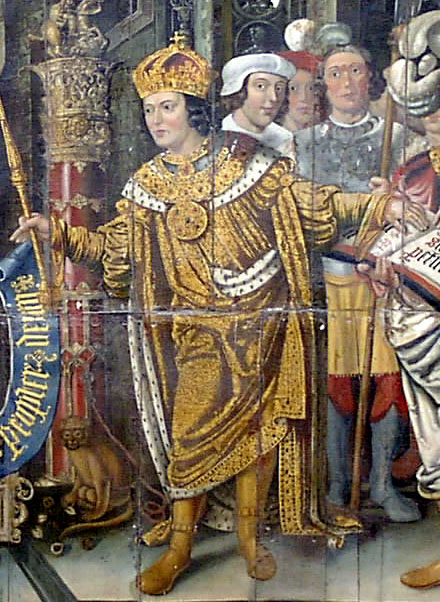
16世纪英国画家兰伯特·巴纳德想象的卡德瓦拉画像

卡德瓦拉（约659年—689年4月20日）是威塞克斯的一个国王，约685年即位，688年退位。他的名字源于威尔士语人名“卡德瓦隆”。卡德瓦拉年轻时被威塞克斯流放，在此期间，他聚集力量攻击南撒克逊人，杀死他们的国王埃塞尔韦尔赫，这一事件发生在现在的萨塞克斯地区。然而，卡德瓦拉未能在南撒克逊人的领土站稳脚跟，最终被埃塞尔韦尔赫手下的贵族驱逐。约685年或686年，他成为威塞克斯国王。当时，他可能参与了镇压其他竞争家族的行动，因为早期的史料记载威塞克斯在卡德瓦拉继承王位前由多个小国王统治。
即位后，卡德瓦拉返回萨塞克斯，再次夺取该地区。他还征服怀特岛，控制萨里和肯特王国，并在686年任命他的兄弟穆尔为肯特国王。穆尔在一年后的一次肯特叛乱中被烧死，卡德瓦拉随后到达肯特，可能直接统治肯特一段时间。
在征服怀特岛时，卡德瓦拉受伤，可能因此于688年退位，前往罗马受洗。他于689年4月抵达罗马，在复活节前的星期六由教皇塞尔吉乌斯一世为他施洗，10天后（689年4月20日）去世。他的继任者是伊尼。